# Steve Clarke (football)
Pour les articles homonymes, voir Stephen Clarke, Steve Clarke et Clarke.
Stephen « Steve » Clarke (parfois appelé aussi Stevie Clark) (né le 29 août 1963 à Saltcoats, North Ayrshire, Écosse) est un footballeur international écossais, qui évoluait au poste de défenseur. Il s'est reconverti depuis la fin de sa carrière comme entraîneur.

## Carrière en club
En 16 ans de carrière, Steve Clark n'a connu que deux clubs, un en Écosse, Saint Mirren, où il joua 5 ans et 200 matches de championnat, et un en Angleterre, Chelsea, où il joua 11 ans et 421 matches officiels (dont 330 en championnat).
Il avait commencé sa carrière en signant un contrat à temps partiel avec Saint Mirren car il voulait ne pas interrompre ses études d'ingénieur en instrumentation. En février 1987, il fut transféré à Chelsea pour un montant de 422.000 £. 

## Carrière d'entraîneur
Sa carrière d'entraîneur débute avec les Magpies, comme adjoint de Ruud Gullit, qui avait été son entraîneur à Chelsea. Il prend en charge l'équipe pour un match en intérim, à la suite du renvoi de Ruud Gullit (défaite 5-1 contre Manchester United).
À Chelsea, il travaille sous la direction de José Mourinho puis d'Avram Grant (en collaboration avec Henk ten Cate sous ce dernier). Le 12 septembre 2008, il démissionne de Chelsea après quatre saisons dans l'espoir de rejoindre comme adjoint Gianfranco Zola qui vient  d'être nommé entraîneur de West Ham United, et qui a été son coéquipier lors de leur carrière de joueur. Mais Chelsea refuse tout d'abord sa démission, demandant une compensation financière pour les deux ans de contrat restant à Clarke. Après un arrangement entre les deux clubs, Clark peut devenir l'entraîneur adjoint de West Ham United le 15 septembre.
Après une bonne première saison, qui voit les Hammers terminer neuvièmes de Premier League, Gianfranco Zola et Steve Clarke reçoivent une prolongation de contrat avec une revalorisation salariale qui fait de Clarke l'adjoint le mieux payé de Premier League. Toutefois, la saison suivante est moins bien réussie, et à l'issue de celle-ci, Gianfranco Zola démissionne et Clarke quitte le club peu après.
Le 10 janvier 2011, Clarke est nommé entraîneur adjoint de Liverpool FC par Kenny Dalglish, en remplacement de Roy Hodgson, renvoyé deux jours avant. Le 12 mai 2011, Kenny Dalglish et Steve Clarke signent une prolongation de contrat de trois ans. Les responsabilités de Clarke au sein du club augmentent encore après le départ de Sammy Lee, le 1er juillet 2011, Clarke récupérant ses attributions.
Après avoir quitté Liverpool à la suite du départ de Dalglish, il est nommé le 8 juin 2012 nouvel entraîneur de West Bromwich en remplacement de Roy Hodgson. Il réalise une bonne saison 2012-2013 avec une huitième place en championnat et un titre de manager du mois, mais sa saison suivante est plus délicate et il est limogé le 14 décembre 2013 par le président du club Jeremy Peace.
En 2017, il devient entraîneur de Kilmarnock et finit notamment troisième du championnat lors de la saison 2018-2019, ce qui lui permet d'être élu manager de l'année. À la suite de ces bons résultats, la fédération lui offre le poste de sélectionneur de la sélection écossaise le 20 mai 2019.

## Carrière internationale
Steve Clarke connut six sélections avec l'Écosse, les six premières pendant que Andy Roxburgh était sélectionneur (1987-1988) et la dernière sous le règne de Craig Brown (en 1994).

### Détail des sélections
| Sélection | Date             | Lieu                                          | Compétition                  | Résultat | Adversaire      | Titulaire/Remplaçant | Maillot n° |
| --------- | ---------------- | --------------------------------------------- | ---------------------------- | -------- | --------------- | -------------------- | ---------- |
| 1re       | 9 septembre 1987 | Hampden Park, Glasgow, Écosse                 | Coupe Stanley-Rous           | V 2-0    | Hongrie         | Titulaire            | 2          |
| 2e        | 14 octobre 1987  | Hampden Park, Glasgow, Écosse                 | Éliminatoires de l'Euro 1988 | V 2-0    | Belgique        | Titulaire            | 2          |
| 3e        | 11 novembre 1987 | Stade national Vassil Levski, Sofia, Bulgarie | Éliminatoires de l'Euro 1988 | V 1-0    | Bulgarie        | Titulaire            | 2          |
| 4e        | 17 février 1988  | Malaz Stadium, Riyad, Arabie saoudite         | Match amical                 | N 2-2    | Arabie saoudite | Titulaire            | 2          |
| 5e        | 22 mars 1988     | Ta' Qali Stadium, Attard, Malte               | Match amical                 | N 1-1    | Malte           | Titulaire            | 2          |
| 6e        | 27 mai 1994      | Stadion Galgenwaard, Utrecht, Pays-Bas        | Match amical                 | D 1-3    | Pays-Bas        | Titulaire            | 2          |

## Palmarès

### En tant que joueur
- avec Chelsea :
  - FA Cup : 1 (1997)
  - Coupe de la Ligue anglaise : 1 (1998)
  - Coupe d'Europe des vainqueurs de coupe : 1 (1998)
  - Full Members Cup : 1 (1990)

Steve Clarke a aussi été nommé joueur de l'année de Chelsea par les supporteurs du club à l'issue de la saison 1993-1994. Il fait partie de l'équipe type du centenaire du club dévoilé en 2005, au poste d'arrière droit.

### En tant qu'entraîneur adjoint
- avec Chelsea :
  - Champion d'Angleterre : 2 (2004-2005, 2005-2006)
  - FA Cup : 1 (2007)
  - Coupe de la Ligue anglaise : 2 (2005, 2007)

### En tant qu'entraîneur
- Entraîneur de la saison de Scottish Premiership en 2019[5].